# Moloch Tropical
Moloch Tropical è un film del 2009 diretto da Raoul Peck.
L'opera è una rappresentazione della follia del potere assoluto.

## Trama
In un castello arroccato sulle montagne di Haiti, il presidente "democraticamente eletto" e il suo staff si accingono a celebrare la festa nazionale, ma la popolazione è in rivolta. Il presidente ha deluso i suoi elettori e si rifiuta di riconoscerlo. Lancia al suo popolo un messaggio d'amore attraverso la televisione che rimane il suo unico contatto con la realtà del paese.
Per mantenere il potere l'ultima strada che gli rimane è l'invio del corpo speciale delle Chimères per una repressione violenta. Ma neanche il bagno di sangue potrà salvarlo e, una volta sconfitto, dovrà fare i conti con la sua anima.

## Riconoscimenti
- Festival del cinema africano, d'Asia e America Latina di Milano 2010
  - Premio SIGNIS